# Kościół Shouwang
Kościół Shouwang (chiń. 守望教会; pinyin Shǒuwàng Jiàohuì; ang. Shouwang Church) – protestancki chiński kościół domowy w Pekinie, największy spośród około trzech tysięcy takich zgromadzeń w mieście. Słowo "Shouwang" w języku mandaryńskim znaczy "czuwać".
Kościół został założony w 1993 roku przez Jin Tianminga, absolwenta inżynierii chemicznej na Uniwersytecie Tsinghua. Od tego czasu liczba jego członków wzrosła z 10 do 1000 w czerwcu 2011 roku. Zgromadzenia kościoła prowadzone są w domach członków lub w wynajętych salach konferencyjnych. Członkowie Shouwang zazwyczaj należą do klasy średniej i wyższej, są to m.in. profesorowie, lekarze, prawnicy, studenci i członkowie Komunistycznej Partii Chin.
Podobnie jak inne kościoły domowe Kościół Shouwang podlega nękaniu przez władze chińskie prześladujące grupy religijne, które nie podlegają kontroli państwa. Kościół zmuszony został do zmiany siedziby głównej więcej niż 20 razy i nie miał możliwości zakupu lub wynajmu budynku kościoła. Prześladowania nasiliły się w 2011 roku po ogłoszeniu przez przywódców kościelnych, prowadzenia spotkań modlitewnych w miejscach publicznych, jeżeli nie zostaną dopuszczeni do nabycia lokalu.